# کوه کدم
کوه کدم (به لاتین: Mount Kadam) یک کوه در اوگاندا است که در Karamoja, Uganda واقع شده‌است. کوه کدم ۳٬۰۶۳ متر بالاتر از سطح دریا واقع شده‌است.